# Rubin (Satellit)
Rubin ist der Name einer Serie von Kleinsatelliten und sekundären Nutzlasten der Firma OHB Technology aus Bremen.
Die Rubin-Nutzlasten dienen zur Erprobung einer Satellitenkommunikationsnutzlast, mit der Satelliten ihre Daten über das Satellitenkommunikationssystem Orbcomm auf die Erde übertragen können. Rubin-2 hatte eine zusätzliche Amateurfunk-Nutzlast an Bord. Spätere Rubin-Nutzlasten testeten zudem ein Automatisches Identifikationssystem (AIS) zum Empfang von Schiffssignalen.
Die Rubin-Experimente nutzen Mitfluggelegenheiten beim Start größerer Satelliten waren entweder als Zusatznutzlasten fest mit der letzten Stufe der Trägerrakete verbunden (Rubin 1, 3, 4, 5, 7, 8, 9), eigenständige Satelliten (Rubin 2) oder Zusatznutzlasten an Bord von Satelliten (Rubin 6). 

## Satelliten
Folgende Rubin-Satelliten bzw. -Nutzlasten wurden bisher gestartet:
- Rubin 1 (Bird-Rubin) als Sekundärnutzlast auf der zweiten Stufe von Kosmos-3M am 15. Juli 2000
- Rubin 2 (AATiS-OSCAR 49), freifliegender Satellit auf einer Dnepr-1 gestartet am 20. Dezember 2002.[1] Der Satellit misst 0,4 m × 0,4 m × 0,3 m und hat eine Nutzlast von zirka 40 kg.
- Rubin 3 als Sekundärnutzlast auf der zweiten Stufe von Kosmos-3M am 28. November 2002[2]
- Rubin 4 als Sekundärnutzlast auf der zweiten Stufe von Kosmos-3M am 27. September 2003[3]
- Rubin 5 als Sekundärnutzlast auf der zweiten Stufe von Kosmos-3M am 27. Oktober 2005[4]
- Rubin 6 als Kommunikationsnutzlast des Satelliten AGILE am 23. April 2007[5]
- Rubin 7 als Sekundärnutzlast mit Automatischem Identifikationssystem (AIS) zum Empfang von Schiffssignalen auf der zweiten Stufe von Kosmos-3M beim Start von SAR-Lupe-3 am 1. November 2007[6]
- Rubin 8 als Sekundärnutzlast auf der vierten Stufe einer PSLV am 28. April 2008 zur Übertragung von Signalen des Automatic Identification System (AIS) für Schiffe im Auftrag der ESA[7]
- Rubin 9.1 und Rubin 9.2 als Sekundärnutzlasten mit Automatischem Identifikationssystem (AIS) zum Empfang von Schiffssignalen auf der vierten Stufe einer PSLV  am 23. September 2009, mit der Oberstufe der indischen Rakete PSLV C-14[8]